# Joseph Forest (géographe)
Pour les articles homonymes, voir Forest.
Joseph Forest, né le 20 mars 1865 à Paris est mort le 30 mars 1942 à Ris-Orangis, est un géographe et cartographe français.

## Biographie

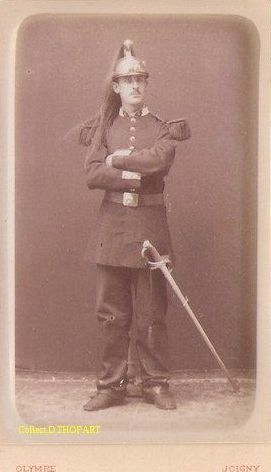
Un dragon du 6e régiment en uniforme vers 1885.

Joseph Forest est le fils d'Henri Étienne Forest et de Marie Modot, domicilié au 28, rue d'Astorg à Paris. Il voit le jour au 151, rue de Sèvres. Enregistré sous le nom de sa mère, il ne portera le nom Forest qu'à partir du mariage de ses parents en 1870.
De la classe 1882, il est engagé conditionnel (article 54) volontaire au 6e dragons, sous les ordres du colonel Rapp qui commande cette unité de 1881 à 1887. Il en ressort au bout d'un an avec le grade de brigadier.
En 1886, il fonde sa maison d'édition de cartes et plans, mappemondes, globes, sphères terrestre et céleste, tableaux et cartes murales pour l'enseignement au 17-19, rue de Buci à Paris et demeure au 1, place du 13 octobre à Bagneux. Fournisseurs des écoles depuis 1889, agréé par le ministère de l'Instruction publique, il a également proposé à son catalogue un globe briquet. Ce type de globe fantaisie se déclina également dans des versions globe-bar par exemple.
En 1894, il épouse Léonie Tissandier à Paris.
Nommé conseiller du commerce extérieur de la France en 1912, dont il suit régulièrement les travaux, il sera reconduit dans cette fonction en 1922. Il exporte pour une somme très importante son matériel de globes, sphère de Copernic et sphère de Ptolémée, cartes scolaires et cartes économiques, appareils de cosmographie dans les pays de langue espagnole, portugaise et anglaise. Ses ouvrages sont traduits, adoptés exclusivement par les gouvernements Sud-Américains en Argentine, Pérou, Chili, Colombie et Uruguay. Ses exportations pour le Canada sont en langue française.
En 1923, il choisit Alphonse Pinard, vice-président du Comité des Expositions, pour parrain dans la remise de sa Légion d'honneur.
Forest meurt à Ris-Orangis le 30 mars 1942.

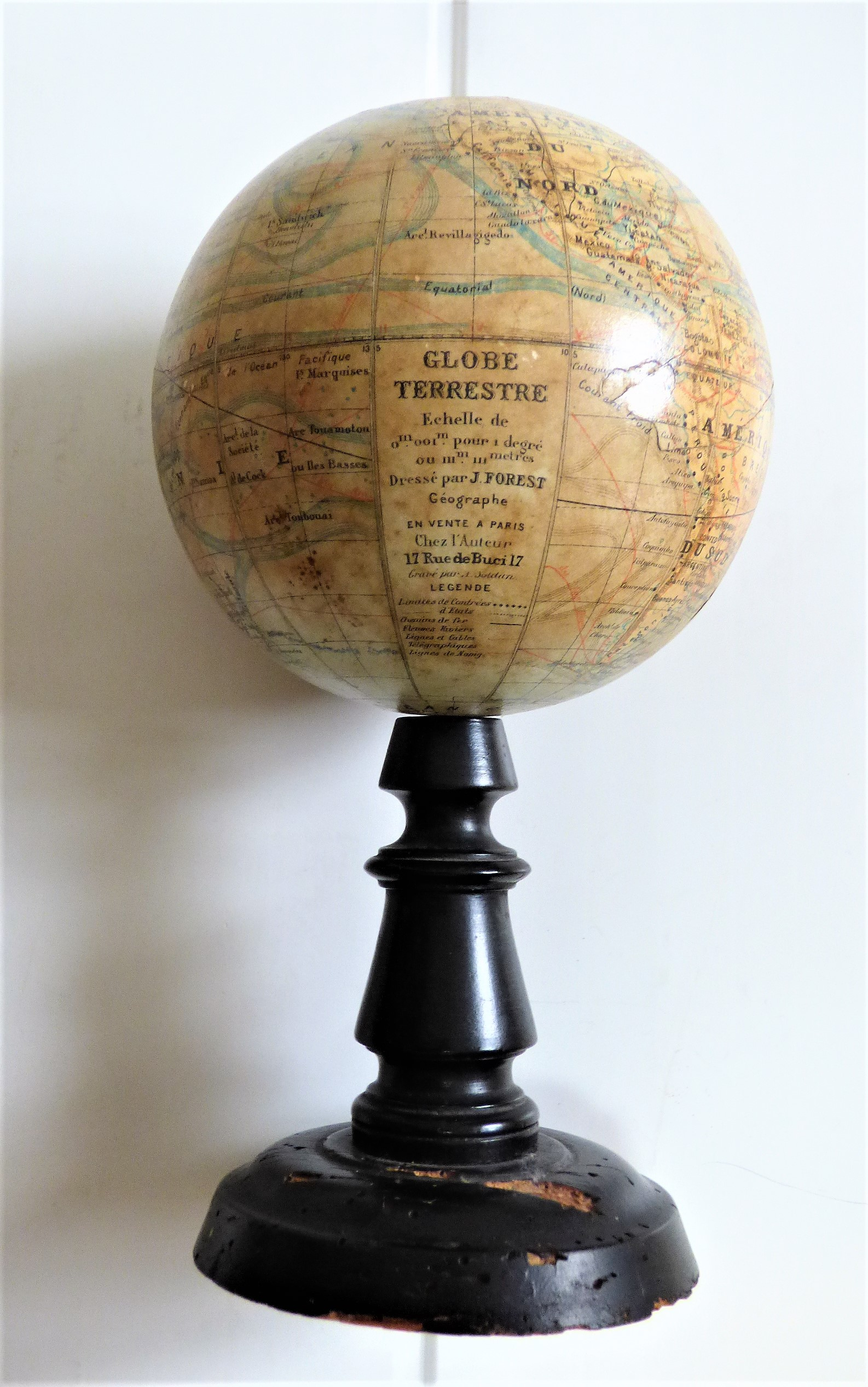
Globe terrestre réalisé par Joseph Forest.
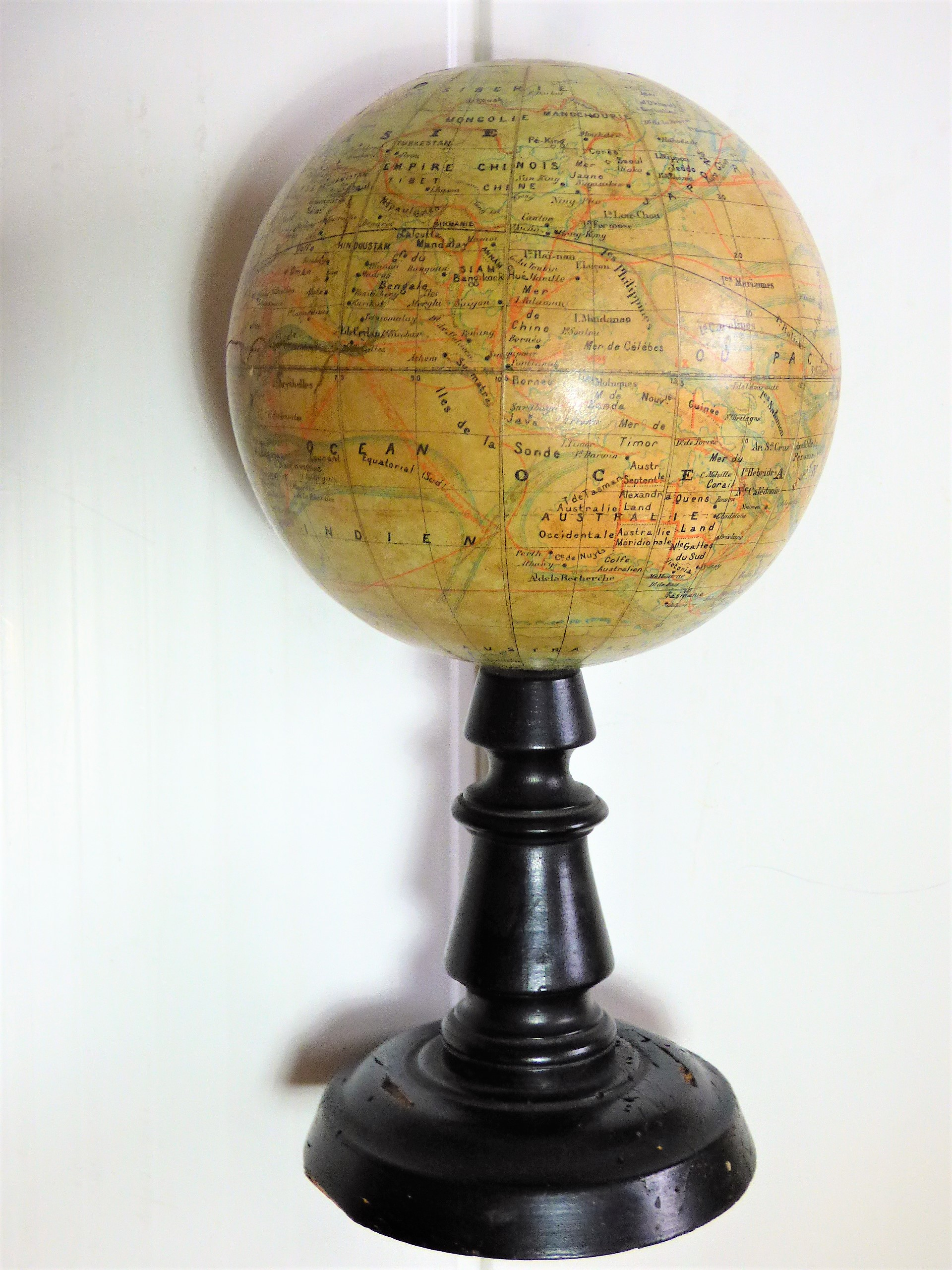
Globe terrestre réalisé par Joseph Forest, les lignes bleues représentent les courants marins.
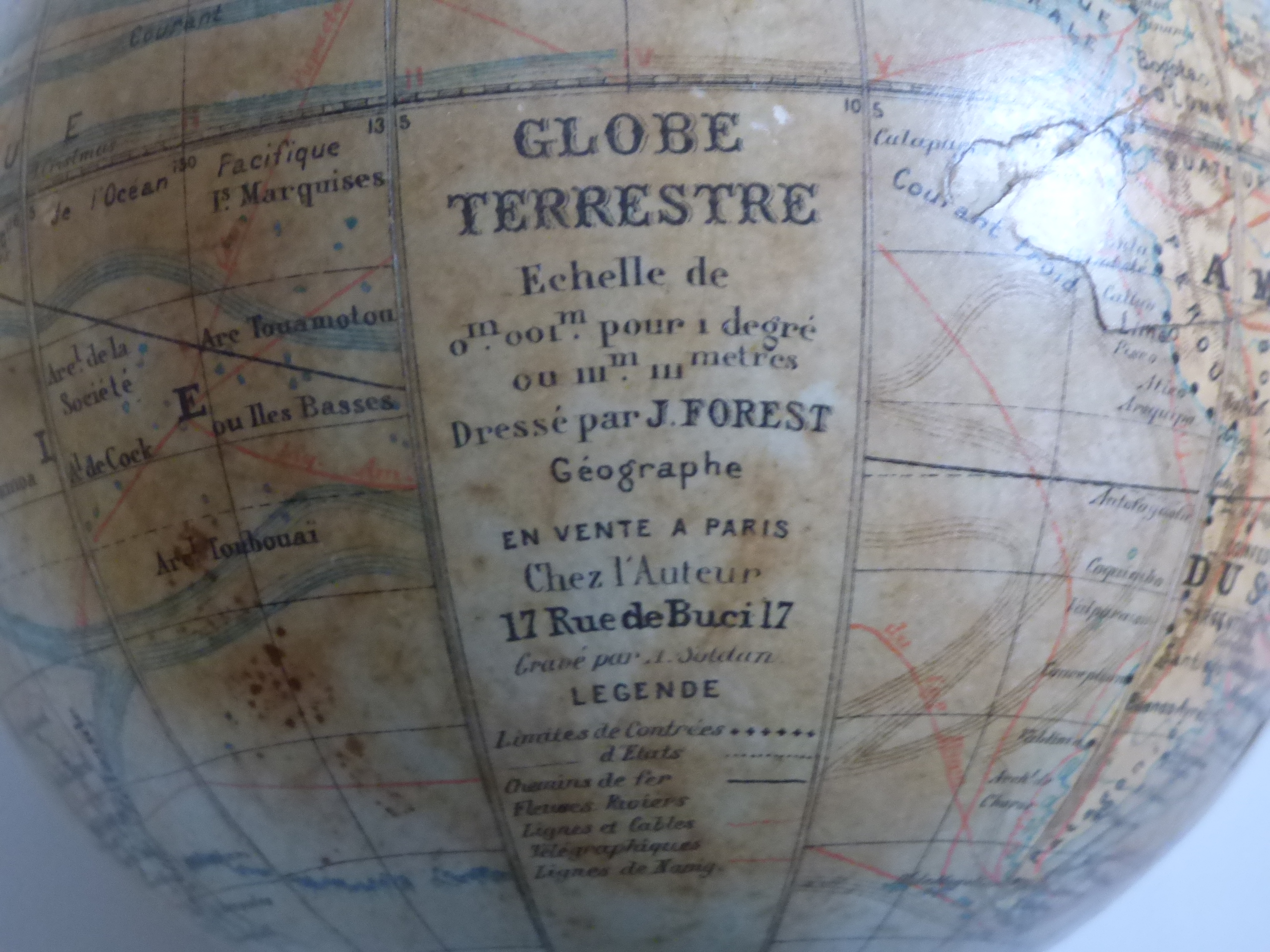
Détail du globe avec la signature du géographe.

## Expositions
- 1906 : Marseille, membre du jury.
- 1907 : Exposition coloniale.
- 1908 : Saragosse, vice-président du jury, organisateur.
- 1910 : Bruxelles, rapporteur de la classe 1914, vice-président du jury.
- 1911 : Turin, membre du comité d'installation et d'organisation de l'exposition.
- 1912 : Londres.
- 1913 : Gand, membre du comté d’organisation et d'installation, membre du jury.
- 1914 : Leipzig, président de la section Tourisme et Cartographie, membre du comité d'installation et d'organisation.
- 1922 : Rio de Janeiro, membre du comité d'organisation et d'installation de l'exposition.
- 1922 : Marseille.

## Œuvres dans les collections publiques
- Paris:
  - Bibliothèque nationale de France : globe terrestre[4].
  - Bibliothèque du Sénat : globe monumental, 1896.
- Rouen, musée national de l'Éducation : 
  - Globe terrestre, 1900-1908 ;
  - Globe terrestre, 1905-1908, échelle (1 cm pour 500 km), h : 46 cm, diam : 25,5 cm ;
  - Globe terrestre, 1910-1913, échelle (1 cm pour 400 km), laiton, bois ;
  - Globe terrestre, 1924-1930, échelle (1 cm pour 650 km), poids 800gr, h : 40 cm, diam : 22 cm, carton, laiton, bois et métal.

## Distinctions
- Officier de l'Instruction publique.
- Chevalier de la Légion d'honneur (1923)[5].

## Récompenses
- 1904 : médaille d'or à Saint-Louis.
- 1905 : médaille d'or à Liège.
- 1906 : médaille d'or à Milan.
- 1908 : grand prix de Londres (médaille d'or).
- 1909 : diplôme d'honneur Quito.
- 1915 : grand prix de Casablanca.
- 1919 : diplôme d'honneur à Strasbourg, vice-président des classes 1912 et 1914.
- 1922 : grand prix de Marseille.

### Sources
- Dossier de la Légion d'honneur, base Léonore.